# Chêne au Duc
 (mars 2023).
Le Chêne au Duc est un arbre remarquable qui bénéficie de nombreuses mentions et d’occurrences diverses dans les traditions populaires du Gâvre,,,,.

## Localisation
L'arbre est situé à proximité de la métairie de la Madeleine près de la route qui va de l'Étoile à l'Épine des haies. À moins d'un kilomètre du rond point de l'étoile, l'arbre est connu sous le nom de Chêne au Duc et, semblerait-il, âgé de douze siècles.

## Histoire
Le 27 juin 992, Conan, dit Le Tort, s’allongea sous cet arbre remarquable afin d’y prendre repos avant de mener bataille contre les français. Toute la nuit, un corbeau croassa. Au lever du jour le Duc répéta le mot « konquereu », synonyme de Conquereuil (ville voisine). Il y mena un combat et mourut victorieux.
Le roi Louis XII le visita en 1504,,,.

## Tradition populaire
On[Qui ?] prétend que le Duc de Bretagne, Conan Ier, s'est un jour assoupi adossé à ce chêne et qu'un corbeau lui aurait appris la langue des oiseaux,,,,,,.

## Randonnée du Chêne au Duc
La randonnée du Chêne au Duc, créée en 1992, accueille chaque dernier dimanche d'octobre près de 1 500 passionnés de VTT et de marche, en forêt du Gâvre. Avec deux circuits pédestres de 8 et 15 km et trois circuits VTT de 15, 30, et 50 km,,.